# ももいろクリスマス in 日本青年館〜脱皮:DAPPI〜
『ももいろクリスマス in 日本青年館〜脱皮:DAPPI〜』（ももいろクリスマス イン にほんせいねんかん〜だっぴ〜）は、ももいろクローバーが2010年12月24日に開催したライブ。
Blu-ray & DVDとして発売されており、DVDはレンタルにも対応している。

## 概要

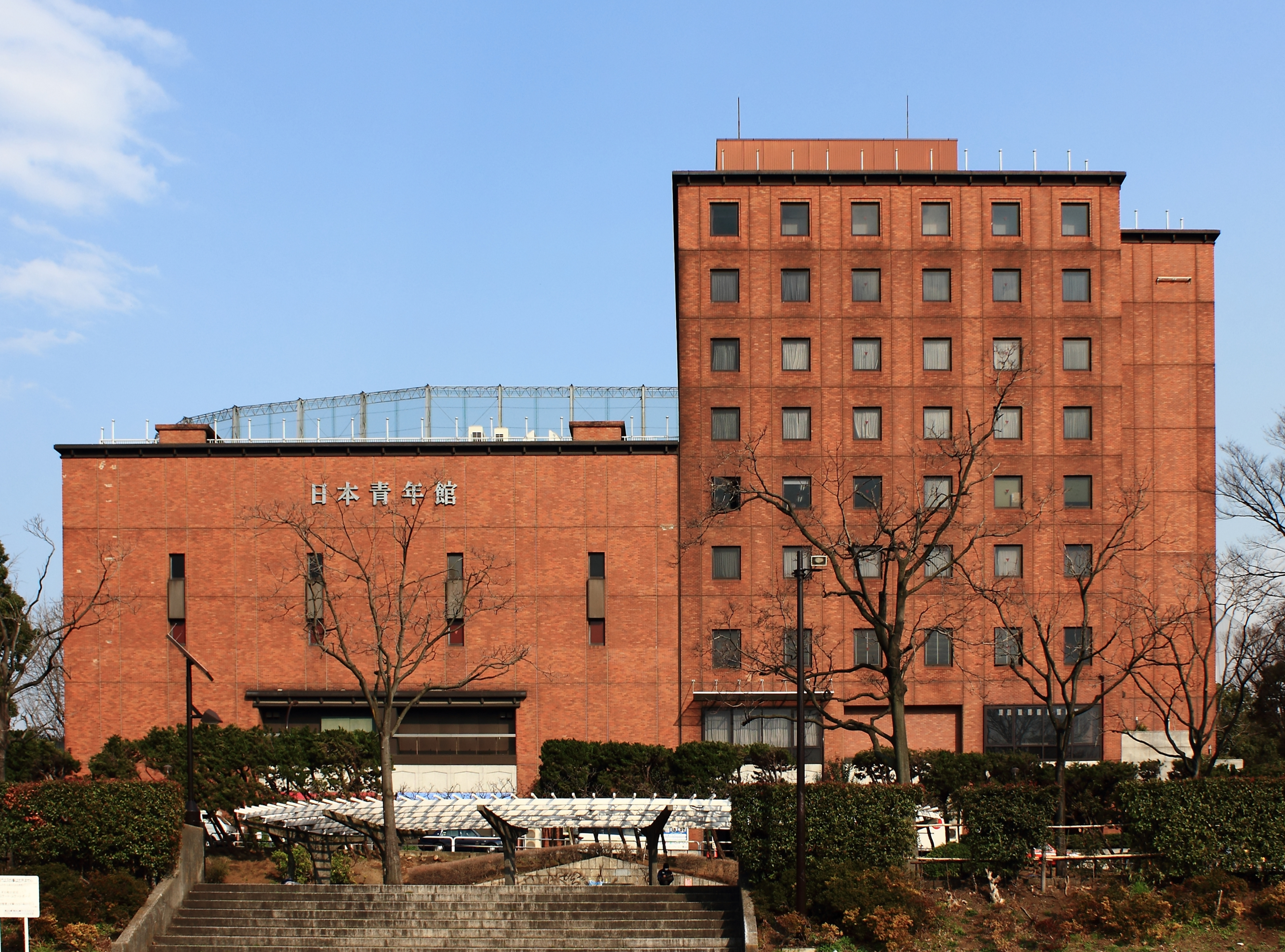
会場の日本青年館

初の単独ホールコンサート。「本物のプロになる」という意味をこめて、『脱皮』というサブタイトルがつけられた。
数人の客を相手にしての路上ライブに始まり、CDの手売り、車中泊をしながらの全国ツアー（家電量販店での無料公演）などの下積みを経て、ようやく辿り着いた日本青年館。「アイドルの登竜門」とも言われてきた同会場の1200席は、一般発売開始30分で完売することができた。
しかし、本人たちは開演直前まで「お客さんが実際には来てくれなくて、２階席がシートで覆われてたらどうしよう」と不安だったという。開演とともにステージの幕が開けると、満席の光景を目にし、感極まって歌えなくなるメンバーの姿も。終演後には、6人が苦楽を伴にしてきた川上アキラマネージャーに抱きつき、号泣しながら喜びを分かち合った（このシーンはBlu-ray & DVDにも収録）。
このライブから、数々のバラエティ番組や格闘技イベントを手がけてきた佐々木敦規による演出が始まった。プロレス会場さながらの、ナレーション・立木文彦による煽りV（オープニング映像）の導入などがなされた。

## セットリスト
1. 走れ!
2. Believe
3. ピンキージョーンズ
4. words of the mind -brand new journey-
5. ラフスタイル
6. きみゆき
会場で限定販売されたCDに収録
7. 全力少女
8. ももいろパンチ
ライブ映像 - GYAO!
9. 気分はSuper Girl!
10. 未来へススメ!
11. Fall into Me / 早見あかり
グループ初のソロ曲を披露した。
12. 愛ですか? / 玉井詩織
同上
13. ココ☆ナツ
14. キミとセカイ
15. 行くぜっ!怪盗少女
16. オレンジノート
17. ママがサンタにキッスした（アンコール）
有名なクリスマスソングをカバー。DVD & Blu-ray作品には未収録。
18. ラスト・クリスマス（アンコール）
ワム!の曲（英語歌詞）をカバー。DVD & Blu-ray作品には未収録。
19. ミライボウル（アンコール）
20. ツヨクツヨク（アンコール）
21. あの空へ向かって（アンコール）
メンバーへのサプライズとして、ファン有志が事前に観客に配っていた白いサイリウムによって、会場一面がホワイトクリスマスをイメージした白一色に照らし出された。

特典映像（DVD & Blu-ray）
ももクロchan～Momoiro Clover Channel～（約40分）

## 限定販売シングル「きみゆき」
「きみゆき」は、この公演の会場限定で販売されたももいろクローバーのシングルCD。

### 収録曲
新曲「きみゆき」の他に、ライブでお馴染みだったカバー曲3曲が収録されている。オフヴォーカル（カラオケ）のトラックはない。
1. きみゆき [5:16]
作詞：MIZUE / 作曲：すみだしんや / 編曲：華原大輔
歌詞・動画 - 歌ネット
  - グループ初のバラード。のちにインディーズベスト・アルバム『入口のない出口』に収録。
2. Believe（ビリーブ） [3:57]
作詞：西尾佐栄子 / 作曲：あおい吉勇 / 編曲：斎藤真也
歌詞・動画 - 歌ネット
  - 玉置成実の楽曲のカバー。ラップパートはももいろクローバーオリジナル。インディーズベスト・アルバム『入口のない出口』にリミックスで収録。
3. words of the mind -brandnew journey-（ワーズ オブ ザ マインド ブランニュー ジャーニー） [4:59]
作詞:motsu / 作曲・編曲：t-kimura
歌詞・動画 - 歌ネット
  - m.o.v.eの楽曲のカバー。インディーズベスト・アルバム『入口のない出口』にリミックスで収録。
4. 最強パレパレード（さいきょうパレパレード） [4:15]
作詞：畑亜貴 / 作曲：田代智一 / 編曲：安藤高弘
歌詞・動画 - 歌ネット
  - アニメ「涼宮ハルヒの憂鬱」内でメインヒロイン3人を演じている平野綾、茅原実里、後藤邑子の楽曲のカバー。オムニバスCD『Lantis presents「スタ☆コレ」』（2009年8月14日、ランティス）、インディーズベスト・アルバム『入口のない出口』に収録。